# موصلية مولية
الموصلية المولية لمحلول كهرلي هي قيمة فيزيائية يعبر عنها رياضياً بنسبة الموصلية الكهرلية إلى التركيز المولي.
{\displaystyle \Lambda _{\text{m}}={\frac {\kappa }{c}},}
حيث:
κ الموصلية الكهربائية المقيسة (تسمى الموصلية النوعية)
c التركيز المولي للكهرل.
يعبر عن الموصلية المولية في نظام الوحدات الدولي بوحدة سيمنز.متر مربع لكل مول (S m2 mol−1).، إلا أن الشائع استخدام الوحدة الاشتقاقية سيمنز.سنتيمتر مربع لكل مول S cm2 mol−1. بالتالي يمكن استخدام التعريف الرياضي للموصلية الكهرلية بأنها الموصلية الكهربائية المقيسة لحجم محلول محصور بين قطبين كهربائيين متوازيين متباعدين عن بعضهما بمقدار سنتيمتر واحد ويحوي على مول واحد بالضبط من الكهرل.